# Martres-Tolosane
Martres-Tolosane är en kommun i departementet Haute-Garonne i regionen Occitanien i södra Frankrike. Kommunen ligger i kantonen Cazères som tillhör arrondissementet Muret. År 2022 hade Martres-Tolosane 2 388 invånare.

## Befolkningsutveckling
Antalet invånare i kommunen Martres-Tolosane
Referens:INSEE